# Línea de la Avenida Jerome

La IRT Jerome Avenue Line (línea de la avenida Jerome) es una línea del metro de la ciudad de Nueva York, también conocida como IRT Woodlawn Line, fue inaugurada en 1917 como un ramal de la línea de la avenida Lexington. El 2 de junio de 1917, un servicio "shuttle" (servicio que funciona en una sola vía que va y viene de un lugar a otro) es proveído por Kingsbridge Road y la calle 149 para avanzar con el servicio de la línea de la avenida Lexington. El servicio empezó el 17 de julio de 1918. La línea fue extendida desde Kingsbridge Road hacia Woodlawn el 15 de abril de 1918.
En 1918, la Novena Avenida elevada fue extendida desde la terminal Polo Grounds, entrando en el Bronx vía en el ahora demolido puente Swing bridge al norte del puente Macombs Dam que conecta la línea de la Avenida Jerome entre la calle 161 y la calle 167. Después que fuese cerrada la porción baja de la línea de la Novena Avenida el 12 de junio de 1940, un servicio shuttle continuó para operar en Polo Grounds hasta que los Gigantes de Nueva York se movieron a San Francisco. El shuttle (transbordo) cerró el 31 de agosto de 1958.
La línea de la Avenida Jerome funciona con el servicio de la línea 4.

## Lista de estaciones
| Leyenda de la estación de servicio                 | Leyenda de la estación de servicio                       |
| -------------------------------------------------- | -------------------------------------------------------- |
| Hace paradas todo el tiempo                        | Paradas todo el tiempo                                   |
| Hace paradas todo el tiempo                        | Paradas todo el tiempo excepto a altas horas de la noche |
| Hace paradas todo el tiempo, excepto en horas pico | Paradas todo el tiempo excepto horas pico                |
| Hace paradas sólo en horas pico                    | Paradas sólo en horas pico                               |
| Detalles del periodo de tiempo                     |                                                          |

| Acceso para discapacitados                                             | Estaciones                            | Vías    | Servicios | Abrió               | Transferencias y notas        |
| ---------------------------------------------------------------------- | ------------------------------------- | ------- | --------- | ------------------- | ----------------------------- |
| Bronx                                                                  |                                       |         |           |                     |                               |
|                                                                        | Woodlawn                              |         | 4         | 15 de abril de 1918 | Terminal                      |
|                                                                        | Mosholu Parkway                       | local   | 4         | 15 de abril de 1918 |                               |
|                                                                        | Bedford Park Boulevard–Lehman College | local   | 4         | 15 de abril de 1918 |                               |
|                                                                        | Kingsbridge Road                      | local   | 4         | 2 de junio de 1917  |                               |
| Acceso para discapacitados                                             | Fordham Road                          | local   | 4         | 2 de junio de 1917  |                               |
|                                                                        | Calle 183                             | local   | 4         | 2 de junio de 1917  |                               |
|                                                                        | Avenida Burnside                      | siempre | 4         | 2 de junio de 1917  |                               |
|                                                                        | Calle 176                             | local   | 4         | 2 de junio de 1917  |                               |
|                                                                        | Avenida Mount Eden                    | local   | 4         | 2 de junio de 1917  |                               |
|                                                                        | Calle 170                             | local   | 4         | 2 de junio de 1917  |                               |
|                                                                        | Calle 167                             | local   | 4         | 2 de junio de 1917  |                               |
| Acceso para discapacitados                                             | Calle 161–Estadio Yankee              | local   | 4         | 2 de junio de 1917  | B D (IND Concourse Line)      |
|                                                                        | Calle 149–Grand Concourse             | siempre | 4         | 2 de junio de 1917  | 2 5 (Línea White Plains Road) |
| Ramal de la línea White Plains Road se une con el servicio número (5 ) |                                       |         |           |                     |                               |
|                                                                        | Calle 138–Grand Concourse             | local   | 4 5       | 17 de julio de 1918 |                               |
| Continua como la línea de la Avenida Lexington (4 5 )                  |                                       |         |           |                     |                               |